# João Neves
João Pedro Gonçalves Neves (n. 27 septembrie 2004, Tavira, Algarve, Portugalia) este un fotbalist profesionist portughez care joacă ca mijlocaș defensiv pentru Paris Saint-Germain în Ligue 1 și la naționala Portugaliei.
Neves, care a trecut prin categoriile inferioare ale lui Benfica, a impresionat în perioada sa petrecută cu echipa de rezervă, câștigând UEFA Youth League în 2021–22, fiind o parte esențială a primului trofeu european cucerit de Benfica în 60 de ani. Ulterior, a fost promovat la prima echipă, făcându-și debutul profesionist la vârsta de 18 ani, unde a ajutat-o pe Benfica să câștige titlul de ligă în primul său sezon cu ei. În august 2024, s-a alăturat lui Paris Saint-Germain pentru o taxă de transfer de 60 de milioane de euro.
Neves este un fost internațional de tineret portughez, reprezentând țara sa la diferite niveluri. Și-a făcut debutul internațional la seniori în 2023.

## Statistici carieră

### Club
La 18 septembrie 2024.
| Club                | Sezon         | Campionat       | Campionat | Campionat | Cupă    | Cupă   | Cupa Ligii | Cupa Ligii | Continental | Continental | Altele  | Altele | Total   | Total  |
| Club                | Sezon         | Divizie         | Meciuri   | Goluri    | Meciuri | Goluri | Meciuri    | Goluri     | Meciuri     | Goluri      | Meciuri | Goluri | Meciuri | Goluri |
| ------------------- | ------------- | --------------- | --------- | --------- | ------- | ------ | ---------- | ---------- | ----------- | ----------- | ------- | ------ | ------- | ------ |
| Benfica B⁠(d)        | 2022–23       | Liga Portugal 2 | 11        | 0         | —       | —      | —          | —          | —           | —           | —       | —      | 11      | 0      |
| Benfica             | 2022–23       | Primeira Liga   | 17        | 1         | 0       | 0      | 0          | 0          | 3           | 0           | —       | —      | 20      | 1      |
| Benfica             | 2023–24       | Primeira Liga   | 33        | 3         | 6       | 0      | 3          | 0          | 12          | 0           | 1       | 0      | 55      | 3      |
| Benfica             | Total         | Total           | 50        | 4         | 6       | 0      | 3          | 0          | 15          | 0           | 1       | 0      | 75      | 4      |
| Paris Saint-Germain | 2024–25       | Ligue 1         | 4         | 0         | 0       | 0      | —          | —          | 1           | 0           | 0       | 0      | 5       | 0      |
| Total carieră       | Total carieră | Total carieră   | 65        | 4         | 6       | 0      | 3          | 0          | 16          | 0           | 1       | 0      | 91      | 4      |

1. 1 2  Apariții în UEFA Champions League
2. ↑  Șase apariții în UEFA Champions League, șase apariții în UEFA Europa League
3. ↑  Apariție în Supertaça Cândido de Oliveira

### La națională
La 8 septembrie 2024.
| Echipa națională | An    | Selecții | Goluri |
| ---------------- | ----- | -------- | ------ |
| Portugalia       | 2023  | 3        | 0      |
| Portugalia       | 2024  | 8        | 0      |
| Total            | Total | 11       | 0      |

## Titluri
Benfica B
- Campeonato Nacional de Juniores: 2021–22[3]
- UEFA Youth League: 2021–22[4]
- Cupa Intercontinentală Under-20: 2022[5]

Benfica
- Primeira Liga: 2022–23[6]
- Supertaça Cândido de Oliveira: 2023[7]

Paris Saint-Germain
- Ligue 1: 2024–25[8]
- Coupe de France: 2024–25[9]
- Trophée des Champions: 2024[10]
- Liga Campionilor UEFA: 2024–25[11]

Individual
- Premiile Cosme Damião – Revelația anului: 2024[12]
- Mijlocașul lunii în Primeira Liga: septembrie 2023,[13] octombrie/noiembrie 2023,[14] decembrie 2023,[15] februarie 2024,[16] martie 2024[17]
- Jucătorul tânăr al lunii SJPF: octombrie/noiembrie 2023,[18] februarie 2024[19]
- Echipa anului din Primeira Liga: 2023–24[20]